# SMS Kaiserin Augusta
El SMS Kaiserin Augusta fue un diseño único de crucero protegido (Großer Kreuze  en alemán) construido para la marina imperial alemana, antes del cambio al siglo XX. 

## Construcción
El buque fue botado en enero de 1892 por el astillero Germania de Kiel. Fue el primer buque de la Kaiserliche Marine propulsado por tres hélices. Originalmente, su armamento constaba de cuatro cañones de 124 mm y ocho de 104 mm, que fue modificado cuatro años después de su botadura, y de nuevo antes de la Primera Guerra Mundial.

## Historial
En 1893 el Kaiserin Augusta y el Seeadler visitaron la ciudad de Nueva York en 1893. Durante este viaje, el Kaiserin Augusta tuvo que remolcar al Seeadler dentro del puerto de Nueva York, al quedarse este sin carbón. En 1895 el buque formó parte de una escuadra formada por SMS Hagen, Kaiserin Augusta, SMS Stosch y SMS Marie enviada a Marruecos tras el asesinato de un ciudadano alemán. La armada imperial destinó el buque del Mediterráneo a Tsingtao en enero de 1898 para reforzar la escuadra alemana en Extremo Oriente después de que la bahía de Kiautschou fuera ocupada por fuerzas anfibias lanzadas desde dos cruceros de la escuadra en noviembre de 1897. La llegada del Kaiserin Augusta y de los infantes de marina del III. Seebatallion afianzó la posición de las fuerzas alemanas y les permitió construir la estación de la Armada Imperial del Este asiático en Tsingtao y la colonización de la región. Durante la Primera Guerra Mundial, el Kaiserin Augusta fue usado únicamente como buque de entrenamiento, y finalmente fue desguazado en 1920.

## Pies de página
1. ↑  Herwig, p. 27
2. ↑  SMS Kaiserin Augusta en www.deutsche-schutzgebiete.de
3. ↑  Gottschall, By Order of the Kaiser, p. 176